# Серебряный гол
Серебряный гол — метод, использовавшийся в 2003—2004 гг. в футболе в матчах стадии плей-офф для определения победителя в случае ничейного результата по окончании основного времени (90 минут). При этом назначается дополнительное время (2 тайма по 15 минут). Согласно правилу, если в течение любого дополнительного тайма команда забивает гол, то, в отличие от ранее применявшегося правила «золотого гола», игра не прекращается, а продолжается до конца текущего тайма, а именно: если первый дополнительный тайм выявил победителя, то второго дополнительного тайма не назначается, игра считается законченной. Если же по окончании первого дополнительного тайма счёт по-прежнему ничейный, то дополнительное время играется до конца. Если по истечении дополнительного времени ни одной команде не удаётся забить гол или удалось забить одинаковое количество голов, то победитель по-прежнему определяется с помощью серии послематчевых пенальти.
Чемпионат Европы по футболу 2004 стал единственным крупным турниром сборных, на котором был применён данный вид определения победителя, причём судьба его была предрешена ещё до турнира: постановление о возврате к классическим правилам «два овертайма и пенальти» было принято в феврале 2004. На этом же турнире был забит единственный «серебряный гол», повлиявший на исход матча — в первом дополнительном периоде полуфинального матча Греция — Чехия. Этот гол был забит греком Трояносом Делласом уже в добавочное время первого дополнительного тайма, за несколько секунд до его окончания, и у чехов просто не было времени отыграться; любопытно, что именно сборная Чехии по футболу пропустила также и первый золотой гол (в финале Евро-1996).
Все остальные голы, забитые в дополнительное время при действующем правиле серебряного гола, имели место во втором добавленном периоде, а значит, на исход матчей правило не повлияло. К примеру, в четвертьфинальном матче чемпионата Европы по футболу 2004 между сборными Англии и Португалии, когда Руй Кошта забил гол на 110-й минуте, то игра продолжалась, а затем Фрэнк Лэмпард забил на 115 мин.
На клубном же уровне это правило применялось лишь единожды. В Квалификации Лиги чемпионов сезона 2003/2004. В третьем отборочном раунде встретились австрийский ГАК и Аякс. Оба матча закончились вничью 1:1 и суммарный счет был 2:2. В первом добавленном тайме, на 102 минуте, защитник ГАКа Антон Эхманн совершил фол и получив вторую жёлтую карточку, был удален с поля. Фол был совершен в штрафной, а потому, судья назначил пенальти. Уже на 103 минуте Томаш Галасек реализовал одиннадцатиметровый. В оставшиеся несколько минут австрийцы не смогли ничего сделать, а потому матч закончился по истечении 105 минут, отправив Аякс в Лигу Чемпионов, а ГАК в Кубок УЕФА.
В феврале 2004 года МСФА принял решение, что после чемпионата Европы 2004 в Португалии правила золотого и серебряного голов должны быть удалены из правил игры. Начиная с чемпионата мира 2006 в Германии, правило «золотого гола» не применяется. Игра продолжается всё дополнительное время (30 минут) вне зависимости от количества забитых голов. Если по истечении дополнительного времени всё ещё ничья, то победитель определяется с помощью серии послематчевых пенальти.